# Серебряков, Василий Алексеевич
Васи́лий Алексе́евич Серебряко́в (1810—1886) — русский живописец исторического жанра и портретист, академик Императорской Академии художеств.

## Биография
Сын вольноотпущенного дворового человека. Воспитанник Императорской Академии Художеств (1821—1833). Ученик профессора живописи А. Г. Варнека. Получил медали Академии: малая серебряная медаль (1830), большая серебряная (1831) за рисунок с натуры, большая серебряная (1832) за программу «Юпитер и Меркурий посещают Филимона и Бавкиду», малую золотую медаль (1833) за программу из «Илиады» Гомера «Гектор упрекает Париса за то, что он, оставшись с Еленой, не участвовал в сражении против греков под Троей» (оставлена в музее академии). Получил звание художника XIV класса (1833). Был отправлен пенсионером Академии художеств в Италию (1833).
За границей занимался по поручению императора Николая I преимущественно копированием произведений старинных мастеров. Лучшие из работ, относящихся к этому периоду: копии с картин «Посещение святой Елизаветы Приснодевой» М. Альбертинелли, «Положение во гроб» Фра Бартоломео, «Мадонна Леонеля да-Карпи» Рафаэля, особенно добросовестно выполнена им огромная картина Гверчино «Погребение святой Петрониллы» (хранятся в музее академии).
После возвращения в Санкт-Петербург в 1845 году, Серебряков трудился, в основном, по части церковной и портретной живописи. В 1848 году, за несколько портретов и за этюд «Головы итальянки», получил звание академика.
Из его работ, кроме вышеуказанных, заслуживают упоминания образа в Благовещенской церкви Конногвардейского полка в Санкт-Петербурге, настенная живопись в гатчинском соборе, иконы на металле для Царских врат в царскосельской церкви Великомученика Пантелеимона и образа в иконостасе церкви Новороссийского университета.

Примеры работ В. А. Серебрякова
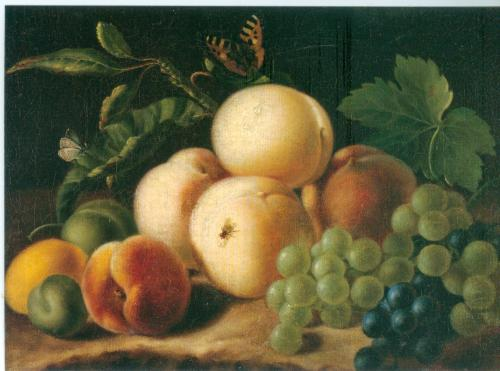
Фрукты (1829)
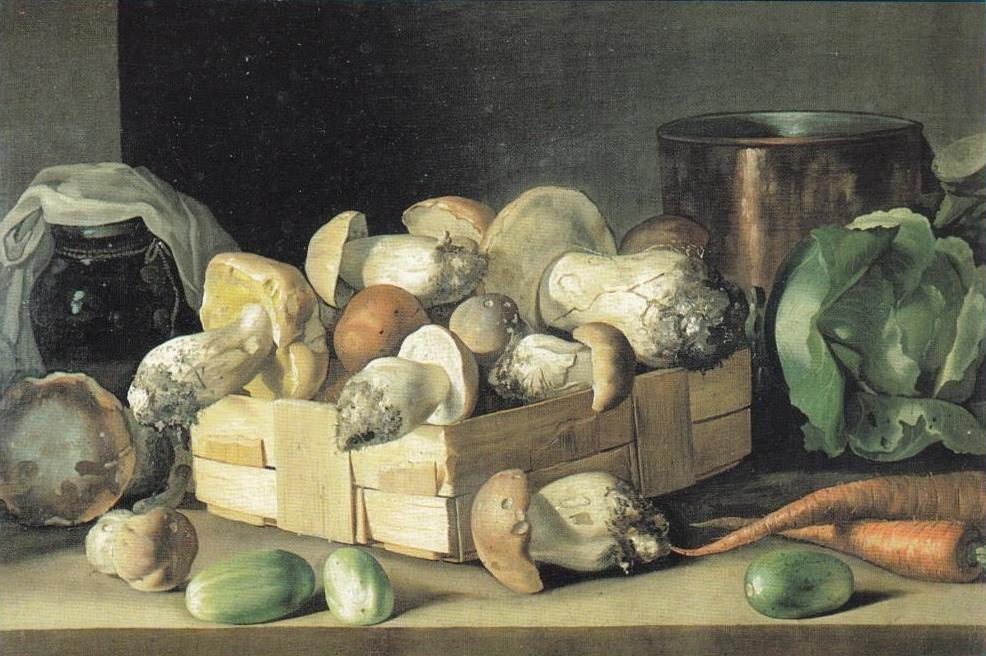
Натюрморт (1830)
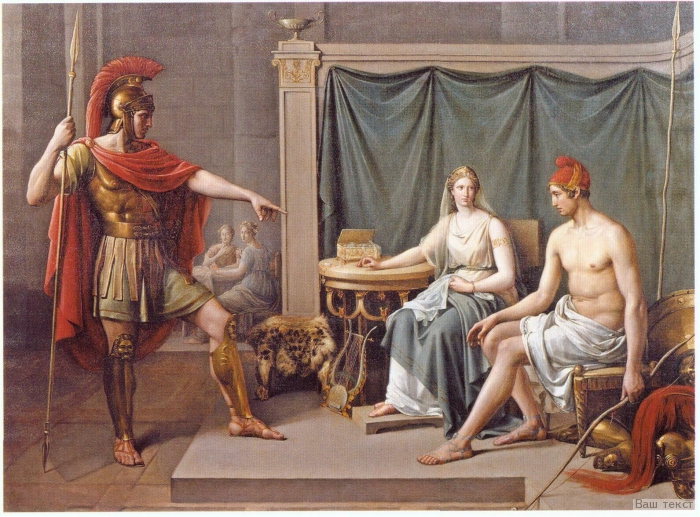
Гектор, укоряющий Париса (1833)